# Metod Pirih
Metod Pirih (ur. 9 maja 1936 w Lokovecu, zm. 23 marca 2021 w Vipavie) – słoweński duchowny katolicki, biskup koperski w latach 1987–2012.
Święcenia kapłańskie otrzymał 29 czerwca 1963.
25 marca 1985 papież Jan Paweł II mianował go biskupem koadiutorem diecezji Koper. Sakry biskupiej udzielił mu 27 maja 1985 ówczesny ordynariusz Koperu – bp Janez Jenko. Pełnię rządów w diecezji objął 16 kwietnia 1987 po przejściu na emeryturę poprzednika. 
26 maja 2012 przeszedł na emeryturę, a jego następcą został bp Jurij Bizjak.